# Ilya Yefimovich Repin
Ilya Yefimovich Repin (tiếng Nga: Илья́ Ефи́мович Ре́пин,: tiếng Ukraina: Ілля Юхимович Рєпін; 5 tháng 8 [lịch cũ 24 tháng 7] năm 1844 (5 tháng 8 năm 1844 – 29 tháng 9 năm 1930) là danh họa người Nga gốc Ukraine. Ông là một trong những họa sĩ lừng danh nhất nước Nga hồi thế kỷ 19. Tác phẩm quan trọng của ông gồm có Những người kéo thuyền ở sông Volga (Barge Haulers on the Volga, 1873), Diễu hành tôn giáo ở tỉnh Kursk (Religious Procession in Kursk Province, 1880–1883), Ivan Lôi đế và con trai Ivan (Ivan the Terrible and His Son Ivan, 1885); và Người Cossack Zaporozhe trả lời thư (Reply of the Zaporozhian Cossacks, 1880–1891). Ông cũng nổi tiếng vì các bức chân dung vẽ nhiều nhà văn, nghệ sĩ hàng đầu thời bấy giờ như Mikhail Glinka, Modest Mussorgsky, Pavel Tretyakov và đặc biệt là Leo Tolstoy - người bạn lưu niên của ông.
Repin chào đợi tại Chuguev, tỉnh Kharkov, Đế quốc Nga. Cha ông phục vụ trong trung đoàn Uhlan của quân đội Nga, và sau đó làm nghề buôn bán ngựa. Repin bắt đầu vẽ linh ảnh ở tuổi 16. Ông trượt kỳ thi đầu vào Học viện Nghệ thuật Hoàng gia Saint Petersburg, nhưng vẫn tới thành phố này vào năm 1863 để tham gia chương trình học không cấp bằng rồi đoạt các giải thưởng đầu tiên vào năm 1869 và 1871. Năm 1872, sau chuyến du hành dọc sông Volga, ông nộp các bức phác thảo lên Học viện Nghệ thuật St. Petersburg. Đại công tước Alexander Alexandrovich trao cho Repin vinh dự khi đặt hàng ông một bức tranh cỡ lớn, đó là bức Những người kéo thuyền ở sông Volga (The Barge Haulers of the Volga), tác phẩm đóng vai trò bệ phóng cho sự nghiệp của ông. Repin dành hai năm học tại Paris và Normandy, ngắm những tác phẩm hội họa ấn tượng đầu tiên và học hỏi kỹ thuật vẽ tranh ngoài trời.
Repin hứng chịu bước lùi đầu tiên trong sự nghiệp vào năm 1885, khi đó bức tranh lịch sử Ivan Lôi đế giết con trai đã khuấy động một vụ tai tiếng, khiến bức này bị loại khỏi triển lãm. Nhưng sau đó, ông liên tiếp gặt hái được những thành công lớn và hoàn thành nhiều đơn đặt hàng mới. Năm 1898, ông mua điền trang Penate ở Kuokkala, Phần Lan (nay là Repino, Saint Petersburg), rất gần kinh thành Saint Petersburg, tại đây ông thường xuyên tiếp đã khách khứa Nga.
Năm 1905, do tác động của các cuộc đàn áp biểu tình trên đường phố của triều đình, ông bỏ dạy ở Học viện Mỹ thuật. Repin hào hứng đón chào Cách mạng Tháng Hai năm 1917, nhưng lại thấy kinh hoàng trước cảnh tượng khủng bố và bạo lực do Bolshevik gây ra sau cuộc Cách mạng Tháng Mười. Phần Lan tách khỏi Nga năm 1917, vì thế Repin không thể trở về St. Petersburg (lúc bấy giờ đã đổi tên thành Leningrad), dù để chuẩn bị cho cuộc triển lãm của ông năm 1925. Repin qua đời ngày 29 tháng Chín năm 1930, hưởng thọ 86 tuổi, an nghỉ tại Penate. Tư gia của ông giờ đây trở thành bảo tàng và di sản thế giới của UNESCO.

## Tác phẩm

Những bức tranh của Ilja Repin
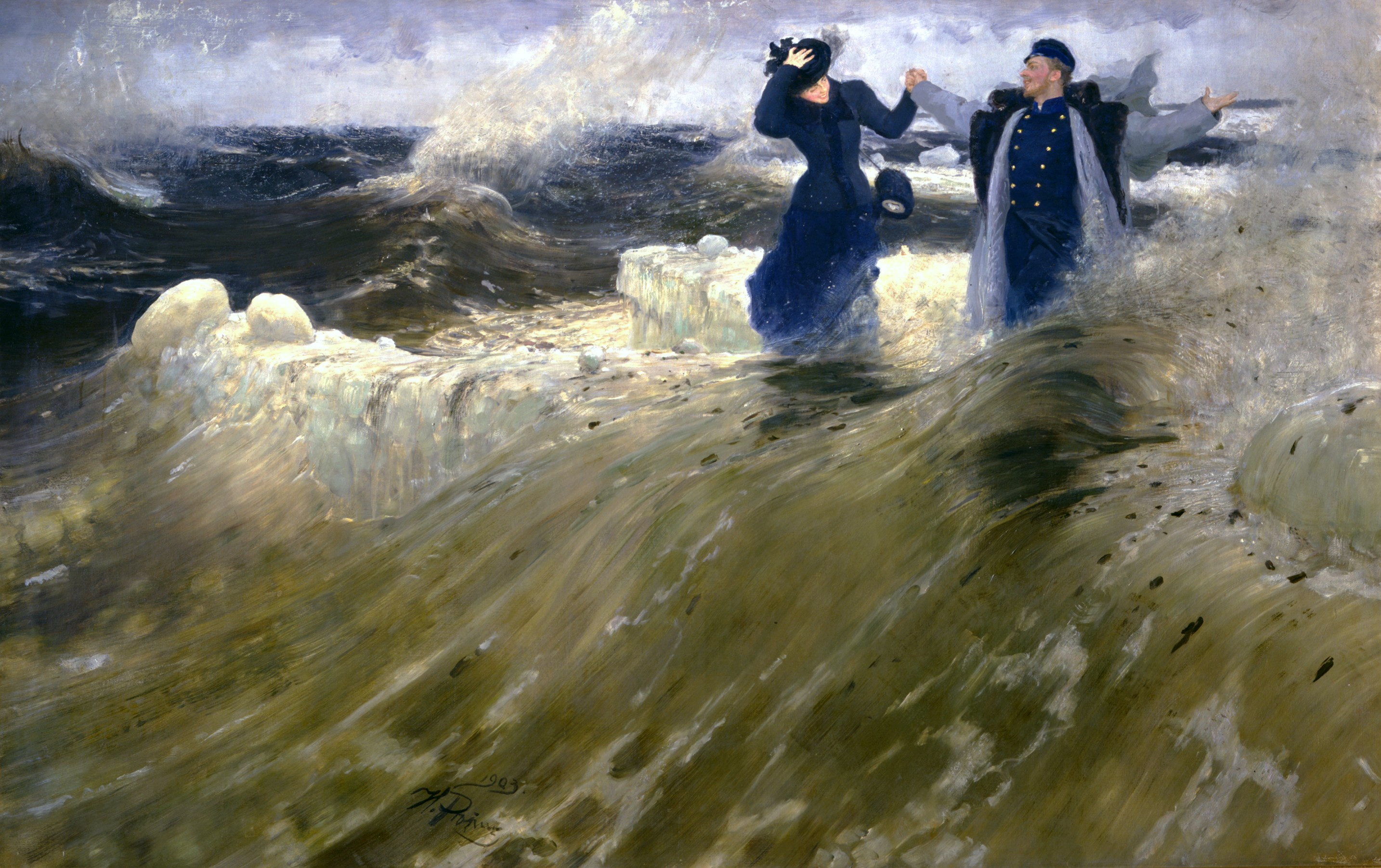
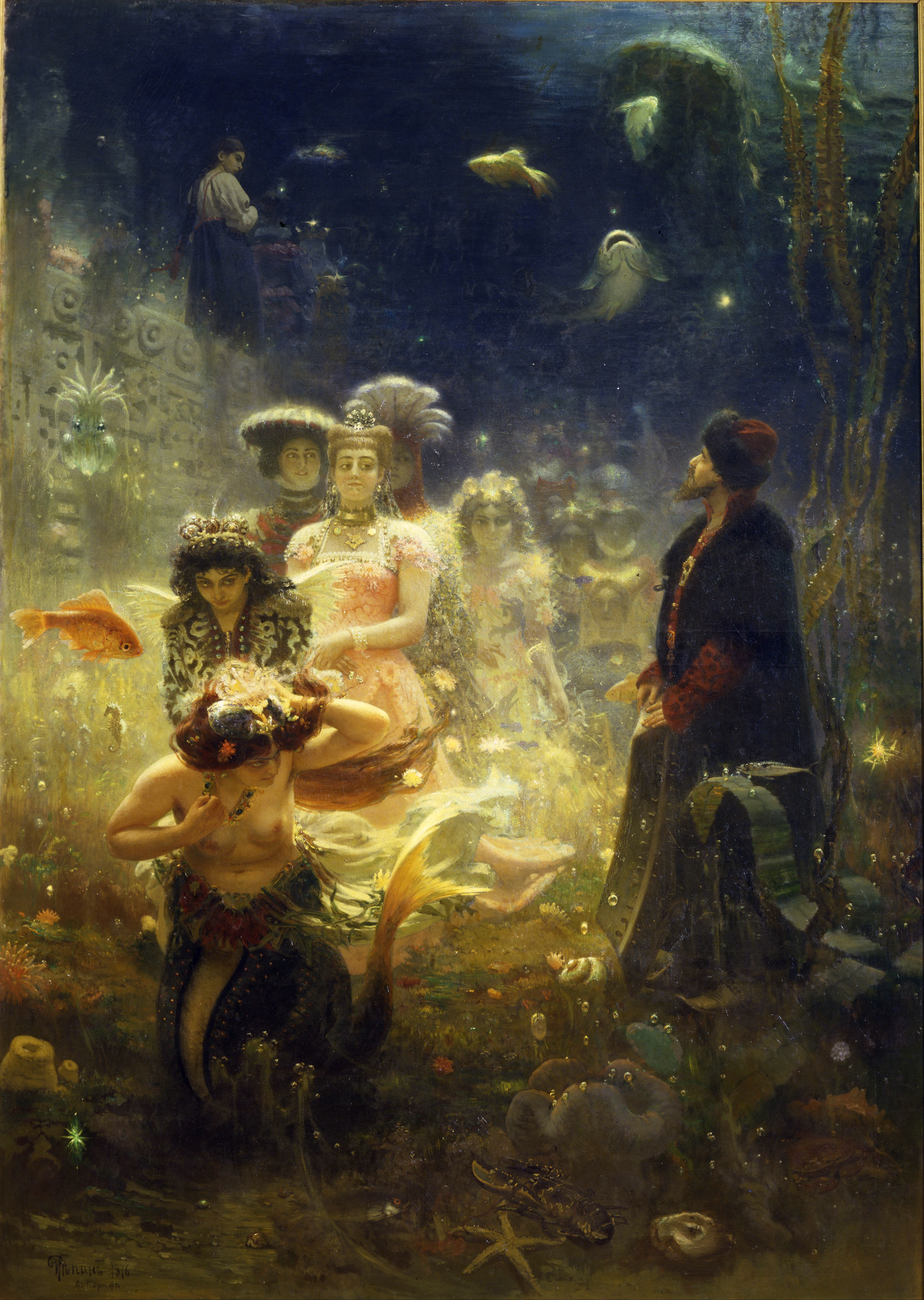
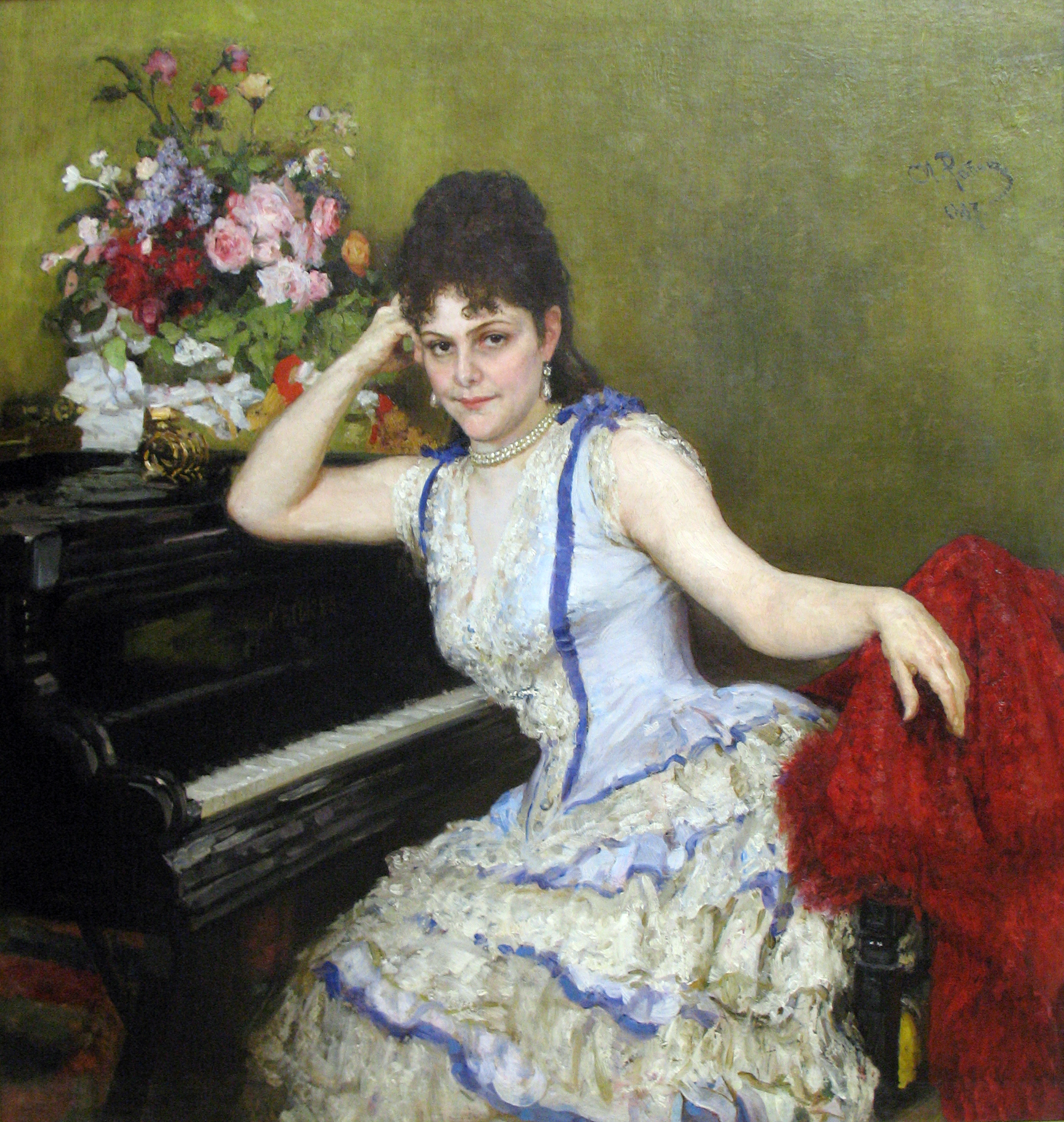
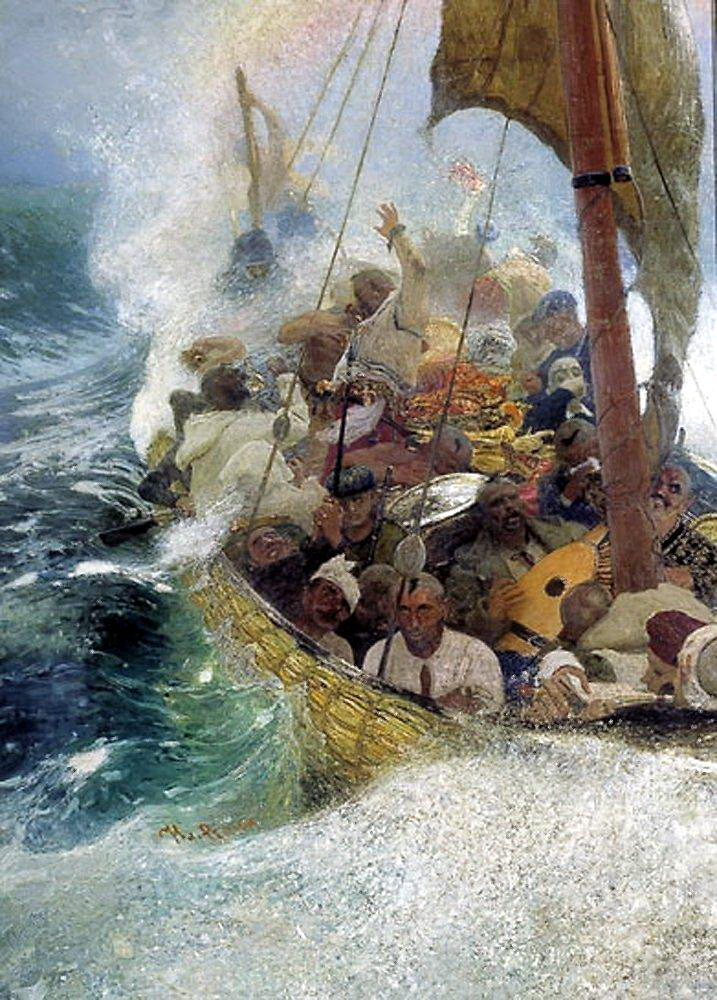
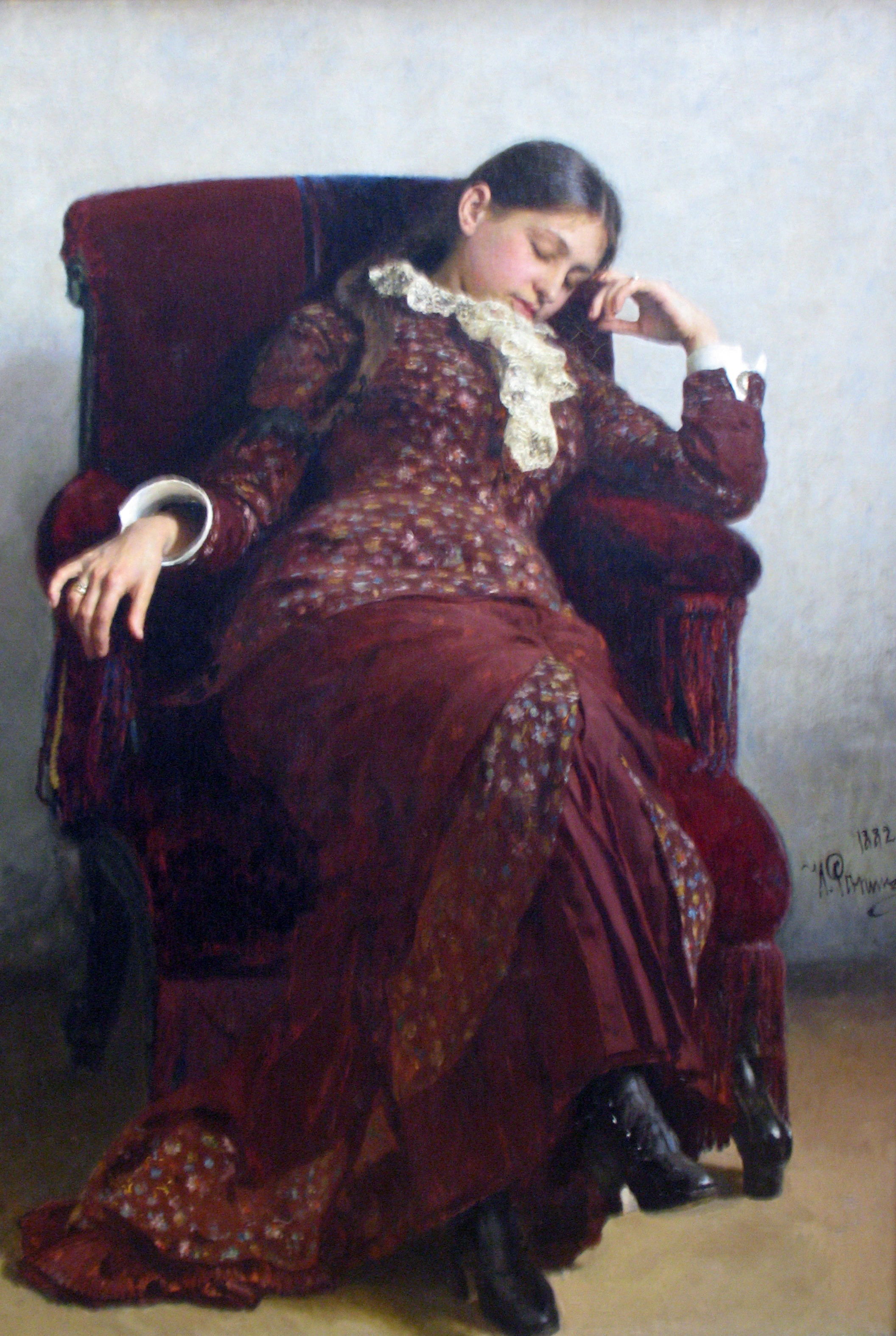
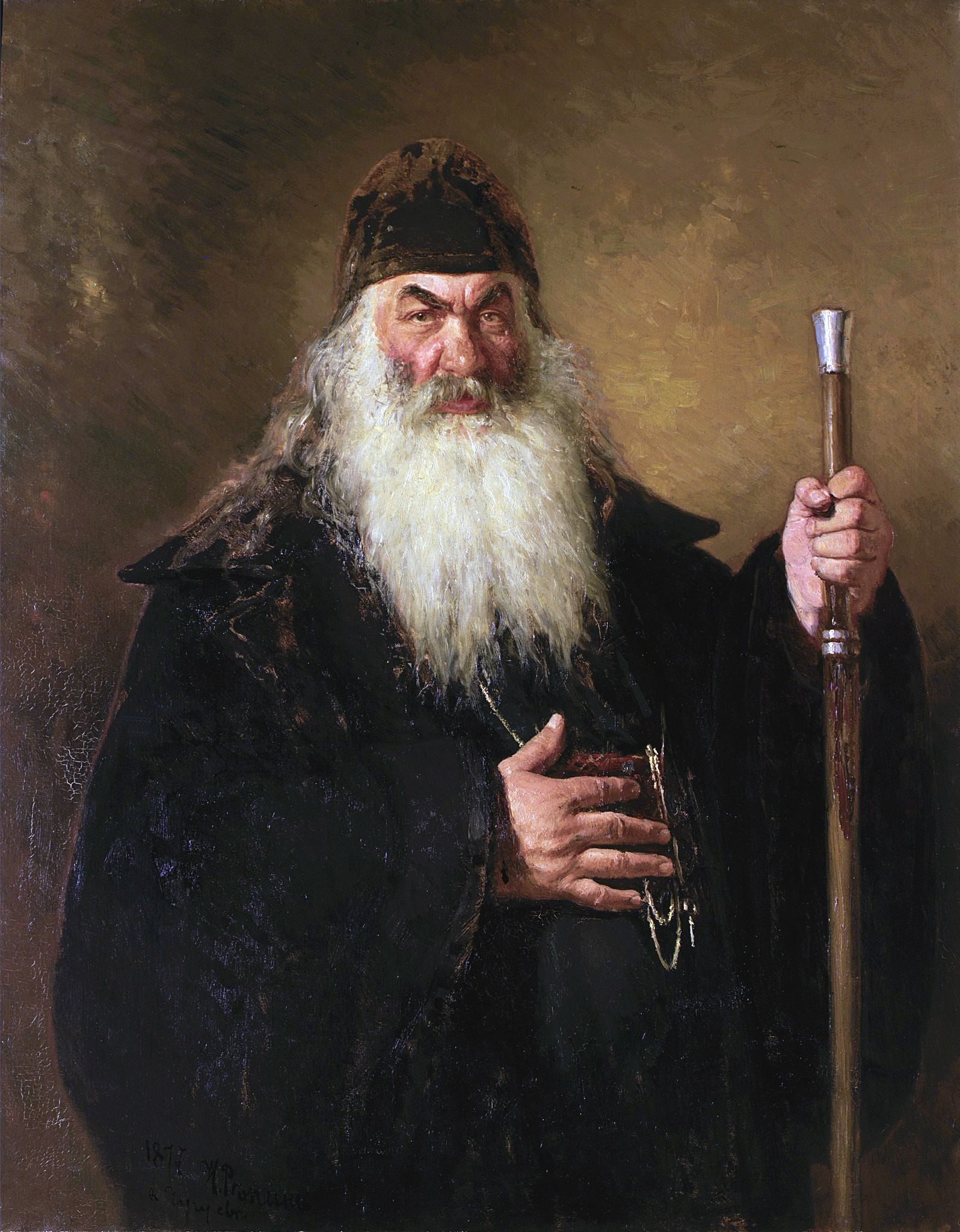
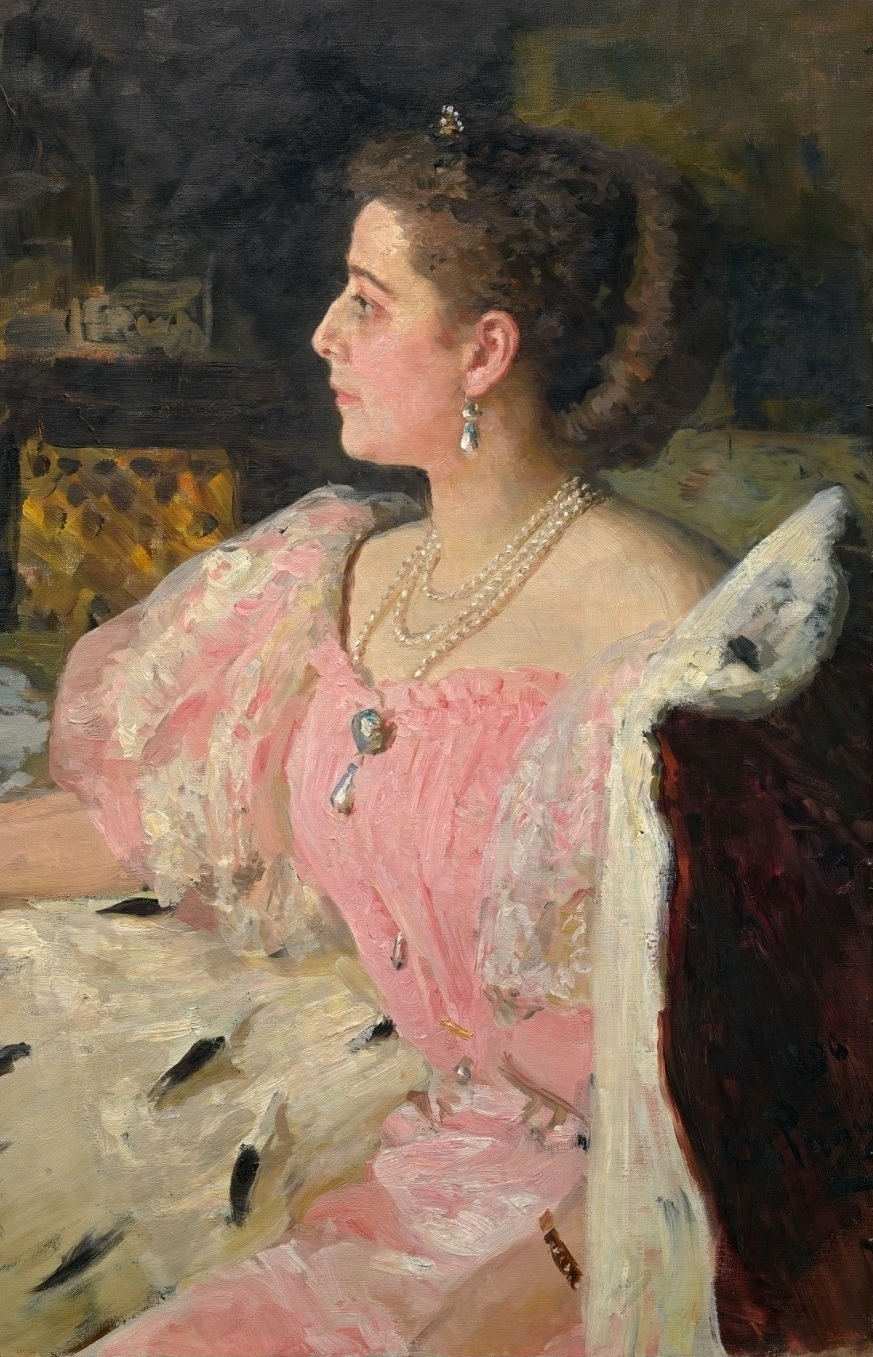
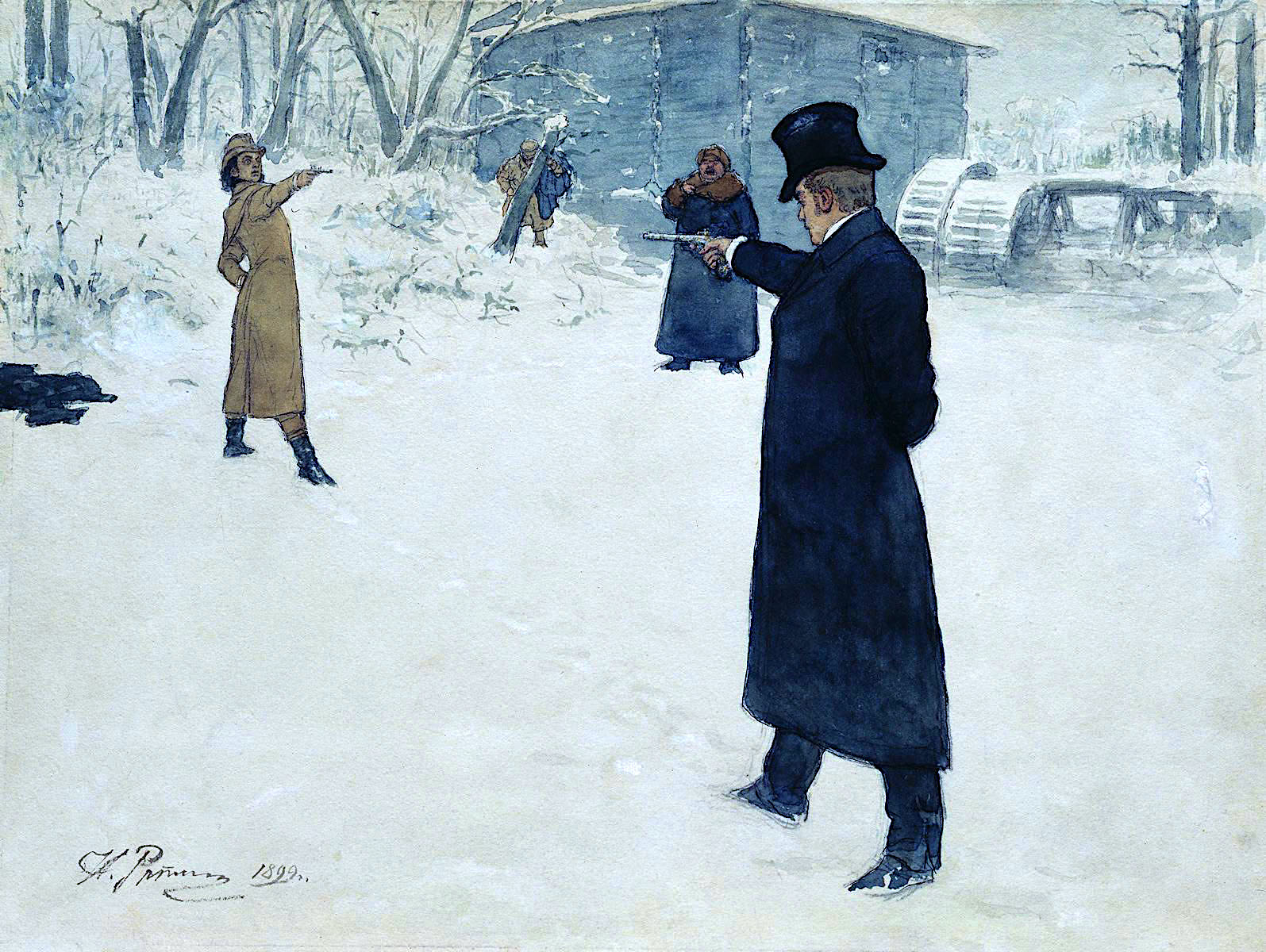
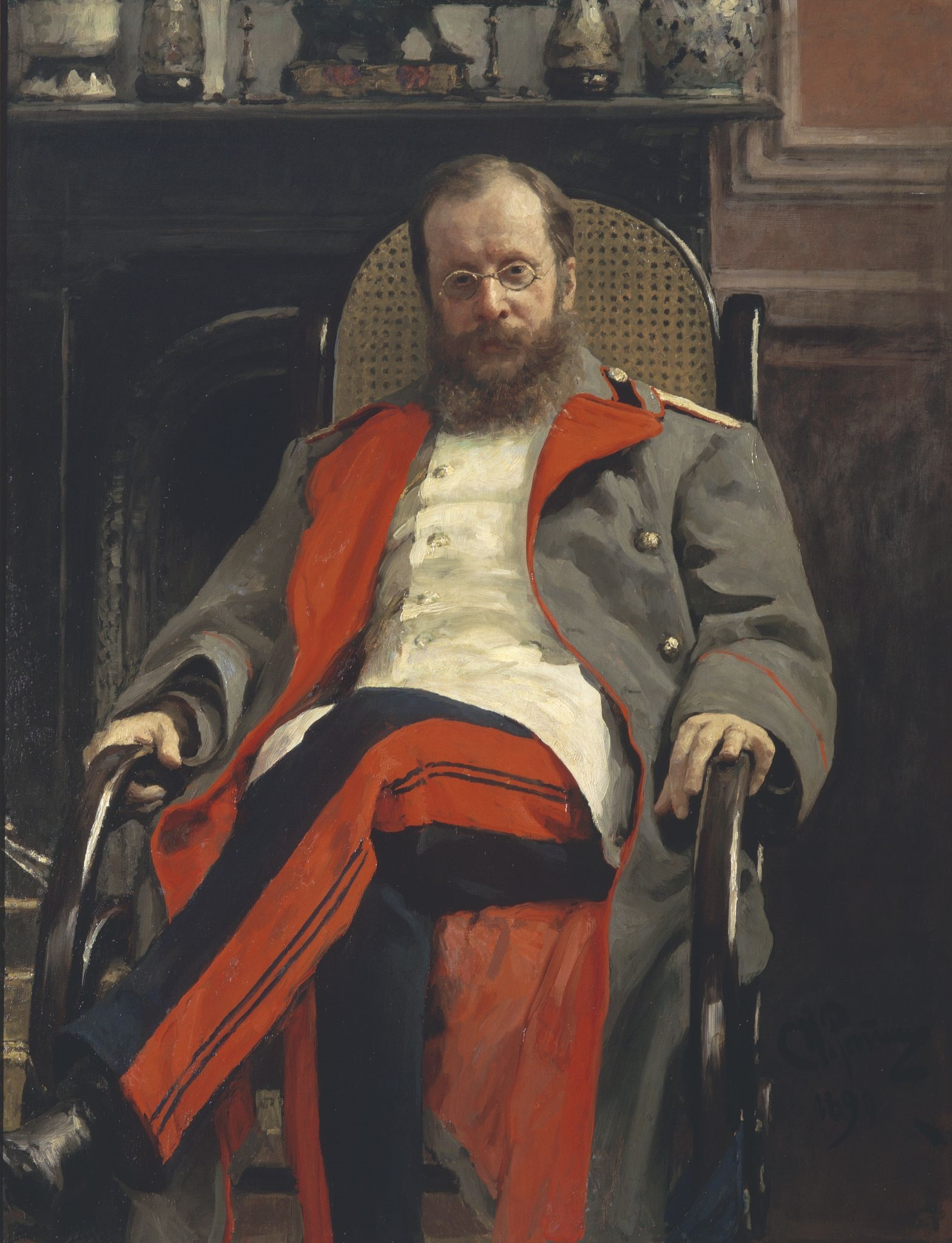
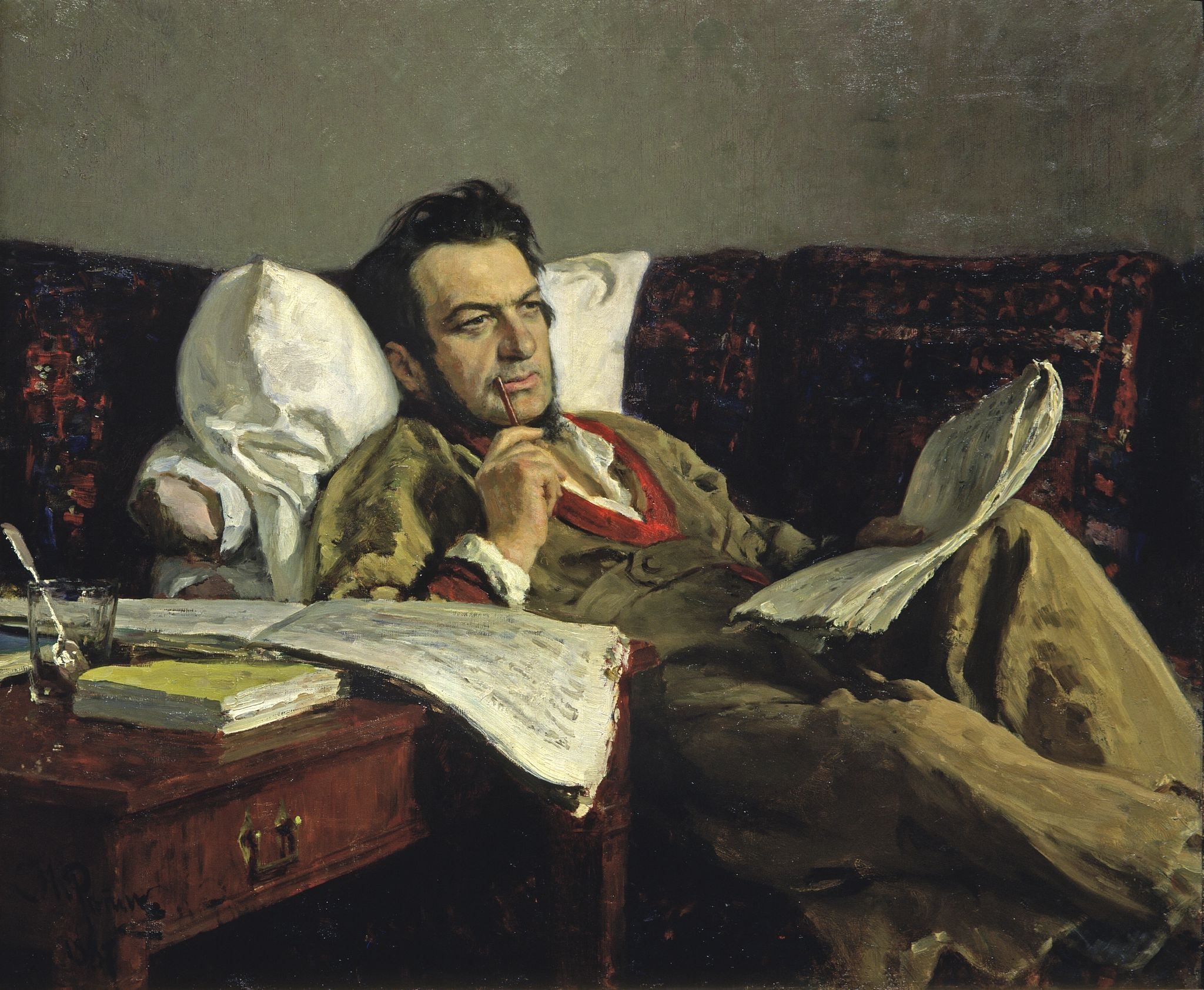

## Sách tham khảo
- Sternine, Grigori; Kirillina, Elena (2011). Ilya Repin. Parkstone Press. ISBN 978-1-78042-733-1.
- Chilvers, Ian (2004). The Oxford Dictionary of Art. Oxford University Press. ISBN 978-0-19-860476-1.
- Leek, Peter (2005). Russian Painting. Parkstone Press. ISBN 978-1-85995-939-8.
- Bolton, Roy (2010). Views of Russia & Russian Works on Paper. Sphinx Books. ISBN 978-1-907200-05-2.